# لورتون (ویرجینیا)
لورتون (به انگلیسی: Lorton) یک منطقهٔ مسکونی در ایالات متحده آمریکا است که در شهرستان فرفکس، ویرجینیا واقع شده‌است. لورتون ۱۳٫۹ کیلومتر مربع مساحت و ۱۸٬۶۱۰ نفر جمعیت دارد و ۴۴ متر بالاتر از سطح دریا واقع شده‌است.